# Tiaa
Tiaa, auch Tia, war eine altägyptische Königin im Neuen Reich (18. Dynastie). Sie war die Gemahlin von Amenophis II. und Mutter von Thutmosis IV.

## Herkunft und Familie
Die Eltern von Tiaa sind unbekannt und sie wird in keiner Inschrift als Königstochter (S3t-nswt) bezeichnet. Sie ist die einzige Frau, die als „Große königliche Gemahlin“ von Amenophis II. belegt ist, obwohl es die Annahme gab, dass er auch mit seiner Schwester Meritamun verheiratet gewesen sein könnte. Als Titel von Tiaa sind weiterhin Königsmutter (Mw.t-nswt) und unter ihrem Sohn Thutmosis IV. „Gottesgemahlin des Amun“ (Ḥmt-nṯr-n-Jmn) inschriftlich erhalten.

## Rolle am Königshof
Über ihr Leben als Gemahlin von Amenophis II. ist nichts überliefert. Königin Tiaa wird nur auf der Basis von Monumenten genannt, die in die Regierungszeit ihres Sohnes Thutmosis IV. datieren. So ließ Thutmosis IV. für seine Mutter Monumente in Gizeh, Theben und dem Fayyum errichten. Nachgewiesen ist ferner, dass Inschriften der Meritre Hatschepsut von Tiaa usurpiert wurden.
Tiaa gelangte erst unter ihrem Sohn sowohl zu größerer politischer als auch religiöser Bedeutung, indem sie beispielsweise als irdisches Gegenstück zu den Göttinnen Hathor, Isis und Mut angesehen wurde. Sie trägt nicht nur den Titel „Gottesgemahlin des Amun“, sondern wird auch gemeinsam mit ihrem Sohn und dessen erster Gemahlin Nefertari dargestellt. Es scheint sogar, als habe Thutmosis IV. „die rituellen Aspekte des Königtums“ zwischen seinen Gemahlinnen Nefertari und Jaret und der Königsmutter Tiaa aufgeteilt.
Ihr enges Verhältnis zu Thutmosis IV. findet durch Erwähnung in verschiedenen Inschriften oder auch Darstellungen Ausdruck. Eine aus Karnak stammende und sich heute im Ägyptischen Museum von Kairo befindliche Sitz-Statue zeigt Mutter und Sohn nebeneinandersitzend und trotz Abstand einen Arm um den anderen legend.

## Grab
Als Tiaas Grab ist heute KV32 im Tal der Könige bekannt. Es wurde bereits 1898 von Victor Loret entdeckt, der Grabinhaber war jedoch zu diesem Zeitpunkt unbekannt. Erst im Rahmen des MISR-Projektes: Mission Siptah-Ramses X. (2000 bis 2001) der Universität Basel wurde die offenbar unfertige Grabstätte ausgegraben, wobei es bisher nicht vollständig freigelegt wurde. Dennoch wurde es Königin Tiaa zugeordnet, da sich hier Teile ihrer Grabausstattung fanden, darunter ihr Kanopenkasten. Ihre Mumie wurde hingegen nicht gefunden.